# Tema anatólico
El tema anatólico (en griego: Άνατολικόν [θέμα], Anatolikon [thema]), más adecuadamente el tema de los anatólicos (θέμα Άνατολικῶν, thema Anatolikōn) fue un thema bizantino (una provincia militar-civil) en el centro de Asia Menor (actual Turquía). Desde el desmembramiento del tema opsiciano en la mitad del siglo VIII en adelante, fue el más importante de todos los temas del imperio.

## Historia y evolución
La fecha exacta del establecimiento del tema es desconocida. Al igual que el resto de los themas originales, se creó después de 640 como área de un campamento militar creado con los restos de los antiguos ejércitos de la parte oriental del Imperio, que se retiraron a Asia Menor tras las conquistas musulmanas. El tema anatólico tomó su nombre de la diócesis de Oriente (Griego:Άνατολή, Anatolē). El tema está atestiguado por primera vez en 669.
En su forma clásica, durante los siglos VIII y IX, el tema abarcaba las antiguas regiones de Licaonia, Pisidia, Isauria, la mayoría de Frigia, y partes de Galatia Salutaris. Inicialmente incluía las costas occidental y meridional de Asia Menor, pero hacia 720 se dividió para formar los temas de Tracia y cibirreota. Bajo Teófilo (r. 829-842), se separaron sus porciones oriental y sudoriental, en la frontera con los árabes, que incluían los fuertes que guardaban la entrada a las Puertas Cilicias, para formar dos nuevos distritos fronterizos (kleisourai), los de Capadocia y Seleucia. El emperador León VI (r. 886-912) cedió la parte occidental del lago Tuz a Capadocia. La capital del tema fue Amorio, hasta el saqueo de la ciudad por los abásidas en 838. Después, probablemente fue transferida a la cercana fortaleza de Poliboto.

## Inicios de los bizantinos en Anatolia
La conquista selyúcida fue el resultado de la introducción gradual de la lengua turca y también de la religión islámica. Fue el período que marcó el comienzo de la transición de Anatolia, aunque fue lento, en su mayoría eran cristianos y tenían un habla griega, todo ello pasó como ya dije anteriormente, al ser en su gran mayoría de creencia religiosa musulmana y de habla turca.
Con el avance del tiempo, en el siglo siguiente, los bizantinos lograron reafirmar su control en el oeste y en el norte de Anatolia. El control de Anatolia se dividió entre el Imperio bizantino y el sultanato selyúcida de Rum en el que los territorios bizantinos se encontraban reduciéndose gradualmente. Durante 1255, los mongoles se extendieron por el centro y por el este de Anatolia, donde permanecerían hasta el 1335. Además, la guarnición del Ilkanato se estacionó cerca de Ankara.
A finales del siglo XIV, la mayor parte de Anatolia estuvo controlada por los Beylicatos de Anatolia. Los beylicatos turcomanos estaban bajo el control de los mongoles, al menos nominalmente, durante la decadencia de los sultanes selyúcidas. Los beylicatos no acuñaron monedas con los nombres de sus señores mientras permanecieron bajo la soberanía del Ilkanato. Osman fue el primer gobernante turco que acuñó monedas con su propio nombre en 1320, con la inscripción «acuñada por el hijo de Osman de Ertugul». En la práctica, la acuñación de monedas era una prerrogativa concedida en los territorios islámicos sólo para los soberanos, por lo tanto se puede considerar que Osman se independizó de los mongoles. Después de la caída del Ilkanato en torno a los años 1335-1353, el legado del Imperio mongol en la región fue el de uigur Eretna, dinastía que fue derrocada por Kadi Burhan al-Din en 1381. Entre los turcomanos, líderes de los Otomanos, surgió un gran poder en torno a Osman y su hijo Orhan I. Esmirna fue conquistada en 1330, y en el cao de la última posesión bizantina, Filadelfia, cayó en 1390. Los Beylicatos de Anatolia fueron a su vez absorbidos por el aumento del Imperio otomano en el durante el siglo XV. Además, los otomanos completaron la conquista de la península, en 1517, con la toma de Halicarnaso de los Caballeros de San Juan.

## Desarrollo
Posteriormente, Anatolia fue dividida en una serie de pequeños reinos helenísticos (entre los que se incluía Bitinia, Capadocia, Pérgamo, y Ponto), de los cuales todos habían sucumbido a Roma, a mediados del siglo I a. C. Más tarde, en el año 324, el emperador romano Constantino I eligió Bizancio como sede de la nueva capital del Imperio romano, que incluso pasó a llamarse Nueva Roma (Constantinopla y más tarde Estambul). Luego, después de la caída del Imperio Romano de Occidente, se convirtió en la capital del Imperio bizantino (Imperio romano Oriental o Imperio romano de Oriente).
En el caso de los clanes y de las tribus nómadas turcos habían desarrollado su civilización en Asia Central, durante más de mil años, desde donde huyeron hacia Anatolia debido a la sequía y la hambruna que asolaba sus tierras. A su llegada a la península de Anatolia, ocuparon vastas tierras fértiles inhabitadas y se asimilaron con los pueblos autóctonos. Con esto se declara el comienzo de una nueva época. Así mismo, nacieron así dos de los más poderosos reinos de la península: los selyúcidas de Anatolia, que reinaron desde mediados del siglo XI hasta mediados del siglo XIII cuando la gran invasión mongola devastó Anatolia y los turcos otomanos que fundaron uno de los Imperios más grandes del mundo entre los siglos XIV-XV, durante los cuales adornaron este país con numerosas obras de arte con lo que crearon nuevas riquezas y bellezas.
Tras años de agua con los árabes, que abarcan del 659 al 661, coinciden casi a la perfección con la formación de una de las más importantes y enigmáticas instituciones bizantinas: las unidades militares conocidas como temas. Cuando la tregua finalizó, en el año 662, Constante abandonó Constantinopla dejándolo al cargo de su hijo Constantino, con el fin de ir a visitar los nuevos temas. Durante el año 668 se formaría el mayor thema del Imperio fue el de Anatolio, el cual constituía a la gran parte de los temas restantes, estos constituían al Anatólico fueron el opsiciano; el cual estaba derivado del vocablo latino que designaba al séquito del emperador, que estaba formado por dos de los anteriores ejércitos «preasentales» de Tracia y del noroeste de Anatolia, el tema de los carabisianos; era un cuerpo de fuerzas marítimas cuyo nombre deriva del vocablo griego «navío», probablemente constituían al ejército de Iliria, destinados a Grecia y al sur de Anatolia. Estos themas eran de vital importancia porque cubrían una gran parte del Imperio y por lo tanto de esta forma sus rutas mercantiles de cualquier tipo de amenaza. Y sobre todo, eran de vital importancia para el avance de los árabes.

## Definición de los themas
Tras las derrotas a mano de los sasánidas, Heraclio reorganizó el territorio bizantino a fin de fortalecer los asuntos interiores. Así, se crearon nuevas divisiones territoriales de carácter militar, siguiendo el modelo establecido en el Exarcado de Rávena. Anteriormente, la frontera persa había contado con una red de fortalezas, enlazadas por vías de comunicación y cuya defensa recaía en colonos bajo un mando militar, conocido como dux, el cual era unificado, de tipo hacendístico y civil.
Tras la invasión lombarda, el emperador Mauricio extiende este sistema a Italia. Heraclio amplía el sistema a Anatolia y las islas próximas, dividiéndolas en fragmentos territoriales conocidos como temas -el término deriva del uso griego para denominar a la división de tropas-. La nueva organización administrativa y militar supone una ruptura con el sistema tradicional heredado de Diocleciano y Constantino.
De este modo, el tema se convierte en una nueva circunscripción militar y administrativa, dirigida por un estratega o general que contaba con plenos poderes militares, civiles y hacendísticos. Mientras que el ejército operacional de comitatenses mercenarios había desaparecido, algunos cuerpos de elite, denominadas unidad estagmata  seguían presentes en la capital ejerciendo de guardia del emperador, contando con entre mil quinientos y cuatro mil hombres.
La base del sistema defensivo estaba formada por soldados conocidos como estratiotas, campesinos que recibían tierras para su manutención, en forma de usufructo hereditario y con valor de al menos cuatro libras áureas. Los temas contaban con un contingente de seis mil a doce mil hombres, con una elevada movilidad y preparados para la defensa, si bien no eran aptos para la ofensiva. Así, se estima que a mediados del siglo IX, el ejército bizantino contaba con alrededor de veinte mil hombres. La fuerza del Imperio radicaba en el contingente de soldados campesinos, por lo que no era necesario recurrir a la aristocracia.
Sin embargo, en el Occidente bárbaro se recurría a los contingentes que los nobles ponían a disposición de sus señores y las grandes monarquías habían repartido el ejercicio del poder entre los terratenientes. En consecuencia, en torno al siglo IX, las fuerzas del emperador bizantino y del rey bárbaro eran visiblemente desiguales
El sistema de temas garantizaba la tierra para la familia siempre y cuando cada generación fuera educada militarmente, a fin de crear una fuerza militar sólida. Además, se reforzaba simultáneamente, la pequeña propiedad libre, consiguiendo romper con la tendencia protofeudal que se estaba dando en los estados germánicos, evitando la descentralización del poder, pues fomentaba la pequeña propiedad en detrimento de su acumulación por parte de la nobleza terrateniente.

## Los temas del Imperio bizantino
Los temas, eran unidades administrativas las cuales estaban establecidas a partir de una reforma promulgada por el emperador Heraclio durante el siglo VII.
Un tema era un terreno dado a los soldados para cultivar, estos eran aún técnicamente una unidad militar, bajo el mando de un estratego, una autoridad civil y militar. Ellos no eran propietarios de la tierra, la trabajaban y esta era controlada por el Estado. Por ello, su uso por los soldados tenía un pago que era reducido. Cuando aceptaban estas proposiciones, los participantes accedían a que sus descendientes también trabajaran en el ejército y en un thema, de esta forma el Estado Romano reducía la necesidad de levas impopulares, al mismo tiempo que agrandaba y fortalecía el ejército a un bajo costo. Este sistema fue de gran ayuda al poblar territorios recientemente conquistados, además los themas podían ser erigidos como unidades militares en forma muy rápida y  con lo cual siempre se expandían las tierras públicas durante una conquista.

## Organización de los temas durante la dinastía de Heraclio
Por organización de los temas, entendemos la especial organización de las provincias dictadas por las condiciones de los tiempos, cuya característica fue el aumento de los poderes militares de los gobernadores, además de las provincias y como resultado, la hegemonía completa de estos sobre las autoridades civiles. También conviene recordar que ese cambio no se cumplió de una sola vez, sino que se produjo mediante una evolución lenta y progresiva.
Durante mucho tiempo, la palabra griega «tema» se utilizó para designar un cuerpo de ejército establecido en una provincia; más tarde durante el siglo VIII, empezó a emplearse para designar no sólo a las fuerzas militares, sino también la provincia ocupada por ellas. Así mismo, se empezó a aplicar el término para denominar a las distintas divisiones administrativas del Imperio.

## Las fuentes
Las fuentes mencionan por primera vez a los themas propiamente dichos después del año 662.
La principal fuente bizantina que habla sobre los temas, es la obra titulada De los temas, la cual fue atribuida a Constantino Porfirogénito en el siglo X, por lo que se puede decir que es bastante tardía. Esta obra en concreto, no aporta informes concretos sobre la organización de los themas durante el siglo VII, así establece un vínculo, entre la génesis del sistema y el nombre de Heraclio: «Después de la muerte de Heraclio el Libio, el Imperio romano se encontró reducido en dimensión y mutilado a la vez en Oriente y Occidente».
Para el estudio de los orígenes del sistema de los temas, los historiadores han hecho uso de notas incidentales de los cronistas. En las fuentes históricas de este período, el término latino exervitus y el griego se emplean en ocasiones concretamente para hacer referencias a un territorio o a una provincia que está sometido a la administración militar.

## Formación de los themas
Como principio general, no se puede pasar por alto el hecho de que los temas no fueron el resultado de un acto legislativo en sí, puesto que cada thema tuvo su propia historia y su formación dependerá de ella, por lo que para esclarecer el origen de los temas se deberá proceder mediante investigaciones particulares sobre cada uno.
A fin de cerrar la amenaza invasora inminente, en el siglo VII se crearon en Oriente cuatro grandes distritos militares, los que más tarde fueron denominados temas: dos eran el armenio (Tema armeniaco), al nordeste de Asia Menor, en la frontera Armenia; y el anatólico (Anatolikoi, de la que provenía la palabra griega equivalente a Anatolia, «el este»). Estos distritos ocupaban toda la parte central del área de Asia Menor, desde las fronteras de Cilicia, al Este y a las costas del Egeo, al oeste, y además debían proteger al Imperio contra los mismos árabes. «El opsiciano Imperial, protegido de Dios» (en latín obsequium) en Asia Menor, no lejos del mar de Mármara, protegía la capital contra otros enemigos exteriores.

## Hallazgos de monedas
Se hallaron monedas en algunos yacimientos arqueológicos de Anatolia acuñadas después del año 658 donde se vuelve poco común, lo que podría significar que, en ese momento, el Estado habría gastado menos dinero en la zona. Así, el poder establecer soldados en este tema solo hubiera sido posible si no hubieran sido necesarios en un periodo amplio de tiempo. Esta condición, solo habría sido posible en el intervalo entre los años 659 al 662. De esta forma, a medida que los soldados se asentaran en la zona, así como fortificando el territorio; las monedas con las que se pagaban a estos soldados se datan y las murallas producto de este asentamiento datan, en su mayoría, del reinado de Constantino II. Si esta datación fuera acertada, durante estos cuatro años, los soldados se habrían asentado por toda Anatolia y el sur de Tracia.

## Organización del Imperio bizantino
La organización del Imperio bizantino tenía una formación perfecta, con sus clasificaciones bien determinadas, que son de la siguiente manera:
- En primer lugar, el rey ejercía el poder político y militar, además controlaba el poder religioso (un poder centralizado).
- En segundo lugar, el territorio se divide en themas o provincias que son gobernadas por un «estratego».
- En tercer lugar, disponía de una administración fuerte y eficaz (los funcionarios).
- Por último, tenía un ejército poderoso (el ejército de mercenarios).